# وسيط الوحي

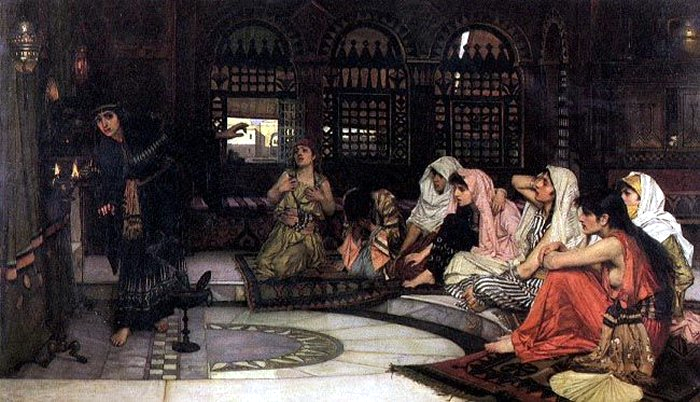
"استشارة الأوراكل" لوحة لجون وليام ووترهاوس والتي تبين ثمانية كاهنات في معبد النبوءة

وسيط الوحي(ملاحظة 1) هو شخص أو مجموعة يعتبر «وسيط روحي» أو مصدرا للتكهنات أو الحكمة التنبؤية واستبصار المستقبل المستوحاة من الآلهة وأيضاً كقارئ للبخت. عرف هذا النوع في مدينة دلفي الإغريقية وذكر الأوراكل في التراث والأساطير الإغريقة.
والأوراكل في اللاتينية تعني الفعل ōrāre أو «التحدّث»، ويمكن أن يشير بشكل صحيح إلى الكاهن أو الكاهنة الذي ينطق بالتنبؤ. وفي الاستخدام الموسّع، قد تشير أوراكل أيضا إلى موقع الأوراكل، أو إلى الكلام التنبوئي نفسه الذي يدعى باليوناني «خرسموا» (khrēsmoi (χρησμοί.
وكان يعتقد أن الأوراكل هم البوابات التي تتكلّم الآلهة من خلالها مباشرة إلى الناس. في هذا المعنى يكون الأوراكل مختلفاً عن العرافون (manteis، μάντεις) الذين يفسرون الإشارات التي تبعث بها الآلهة من خلال علامات الطيور، أحشاء الحيوانات، والطرق المختلفة الأخرى.

## هوامش
- ملاحظة 1 أو مَهْتِف الوَحي أو هاتِف (أو مُبلِّغ) الوَحي.[5] (أو حسب الترجمة الحرفية أوراكل من اللغة الإنكليزية Oracle)